# Parmotrema barioense
Parmotrema barioense är en lavart som beskrevs av Elix, Laily & G. Ismail. Parmotrema barioense ingår i släktet Parmotrema och familjen Parmeliaceae.   Inga underarter finns listade i Catalogue of Life.